# An-124 Rusłan
An-124 „Rusłan” (kod NATO „Condor”) – czterosilnikowy, odrzutowy, strategiczny samolot transportowy produkcji radzieckiej, zaprojektowany w biurze konstrukcyjnym Antonowa jako konkurent dla Lockheed C-5 Galaxy. W chwili oblotu 26 grudnia 1982 i późniejszej oficjalnej prezentacji podczas paryskiego salonu lotniczego (Paris Air Show) 28 maja 1985 był największym produkowanym samolotem transportowym świata, odbierając palmę pierwszeństwa amerykańskiemu Lockheed C-5 Galaxy.

## Historia
Prototyp o numerze (SSSR 82002, Nr 318) oblatano 26 grudnia 1982 w Kijowie. Produkcję seryjną rozpoczęto, według różnych źródeł, w 1982 lub 1984 roku, w dwóch zakładach: Aviant w Kijowie (obecnie Ukraina) (w latach 1982–2003) oraz Aviastar w Uljanowsku (obecnie Rosja) (w latach 1984–2004). Skrzydła produkowano w zakładach w Taszkiencie i były transportowane na grzbiecie specjalnie przystosowanego samolotu transportowego Antonow An-22 „Anteusz”. Maszyna weszła do służby w radzieckich wojskowych siłach transportowych w styczniu 1987. Wraz z rozpadem Związku Radzieckiego zaprzestano wytwarzania samolotu; niektóre źródła mówią o zakończeniu produkcji w połowie lat 90. XX w. W latach od 2000 do 2004 ukończono 5 egzemplarzy, których produkcji nie doprowadzono do końca wcześniej. W latach 2001 i 2002 dostarczono klientom po 1, a w 2004 – 3 egzemplarze maszyn w wersji An-124-100. Od tego czasu zaczęto rozważać ponowne uruchomienie produkcji wersji ze zmodernizowaną awioniką i ładownością podwyższoną o 30 t do 150 t. Pierwotnie wznowienie produkcji planowano na lata 2007/2008. Na przeszkodzie stanęły problemy natury formalno-prawnej, m.in. spór o miejsce produkcji pomiędzy – obecnie ukraińskimi zakładami Antonowa a Rosją jako prawnym następcą ZSRR. W 2009, na rosyjskich targach lotniczych MAKS w Moskwie, rosyjskie ministerstwo obrony miało podać, według agencji RIA Novosti, że zapadły decyzje dotyczące wznowienia produkcji. 10 grudnia 2009 Dmitrij Miedwiediew podjął decyzję o transakcji dotyczącej dostaw 20 sztuk An-124 do roku 2020 dla sił powietrznych Federacji Rosyjskiej, za podpisanie umów do dnia 10 czerwca 2010 miał odpowiadać Władimir Putin.
Największy cywilny użytkownik An-124 (10 sztuk), linie lotnicze Volga-Dnepr Airlines, czarterowy przewoźnik cargo, wyraziły zainteresowanie nabyciem od 20 do 40 (zależnie od źródeł) nowych egzemplarzy w latach 2011–2020.

## Konstrukcja

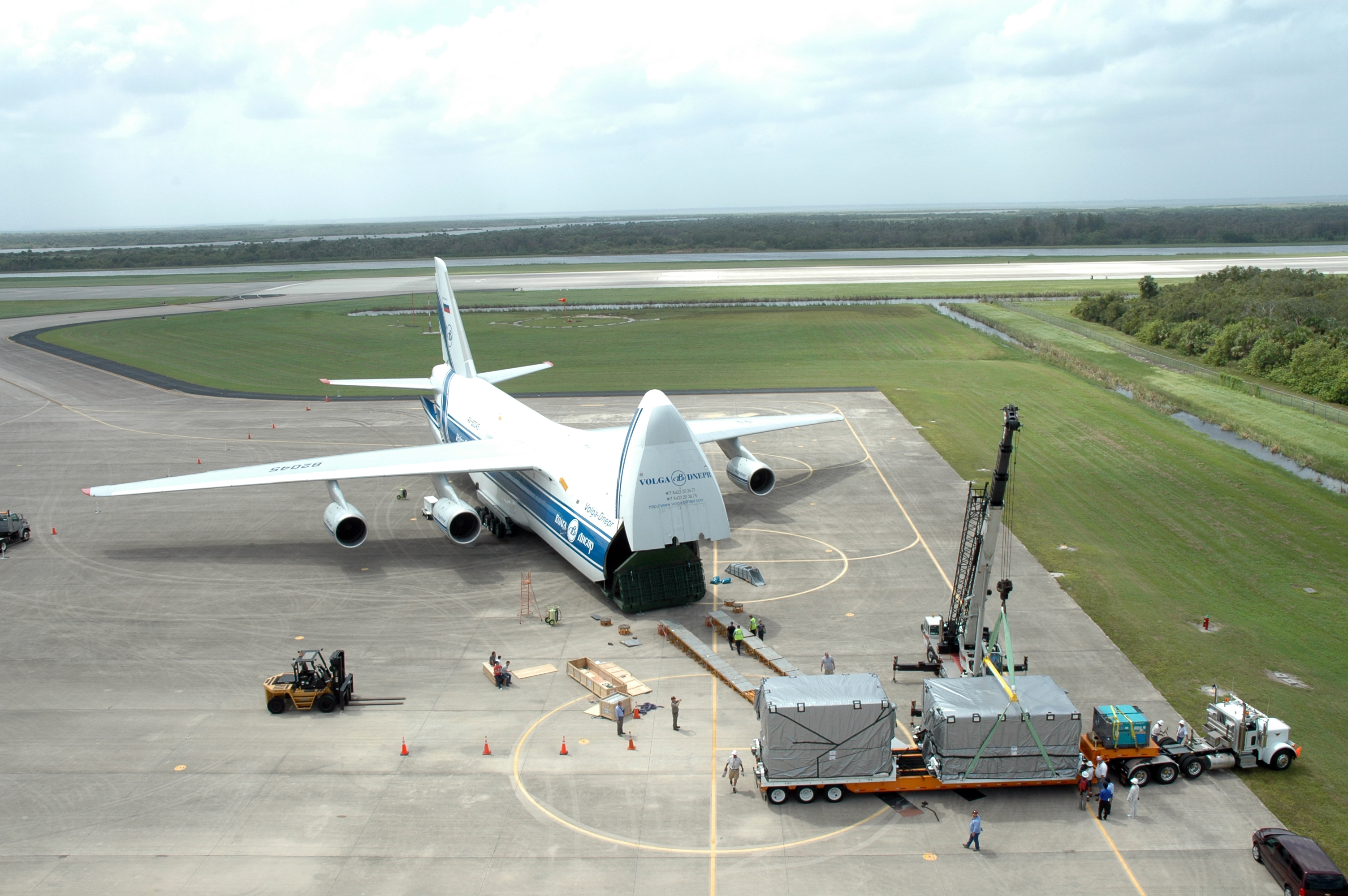
Antonow An-124 podczas rozładunku z przodem kadłuba opuszczonym na płytę lotniska

Półskorupowa, w układzie górnopłatu, wykonana z duraluminium i materiałów kompozytowych. Kabina załogi hermetyzowana, umieszczona na górnym pokładzie znajdującym się nad ładownią. Za kabiną załogi rozmieszczono toalety, kuchnię, przedział wyposażeniowy, dwie kabiny dla drugiej (zapasowej) załogi a nawet prysznice. Za centropłatem dzielącym górny pokład na części przednią i tylną znajduje się hermetyzowana kabina pasażerska z 88 miejscami.
Duża ładownia ma wymiary 36,5 × 6,4 × 4,4 m (dł. x szer. x wys.) i kubaturę 1160 m³ (w porównaniu ładownia Lockheed C-5 Galaxy: 36,91 × 5,79 × 4,09 m i kubatura 880 m³). Wrota ładowni znajdują się w hydraulicznie unoszonej sekcji dziobowej oraz w części ogonowej kadłuba. Komora ładunkowa wyposażona w dwie suwnice o łącznej nośności 20 000 kg. Podwozie 24-kołowe, chowane do kadłuba, w układzie trójpodporowym: podwozie główne składa się dwóch zespołów po pięć dwukołowych goleni po obu stronach kadłuba, podwozie przednie z dwóch dwukołowych goleni. Dzięki niezwykle solidnej konstrukcji podwozia samolot może lądować na lotniskach o słabej infrastrukturze i na nieprzygotowanych, bądź nieutwardzonych pasach lub na zmrożonym śniegu. Dzięki temu, że wszystkie zespoły podwozia są sterowane możliwe jest wykonanie zakrętu o 180° na pasie o szerokości 45 m. Specyficzna konstrukcja przedniego podwozia z podwójną golenią umożliwia jego częściowe wciągnięcie na ziemi, pochylenie całego kadłuba do przodu i załadunek np. pojazdów, mogących wjeżdżać do ładowni wprost z płyty lotniska, bez użycia dodatkowych ramp i podnośników. Znajdujące się na wyposażeniu dwa agregaty APU umożliwiają samodzielne uruchomienie silników maszyny, nawet w przypadku braku urządzeń rozruchowych na danym lotnisku. Taka konstrukcja samolotu zapewnia mu znaczną niezależność od wyposażenia docelowych lotnisk, istotnie zwiększając jego uniwersalność i zakres zastosowania.
Ponieważ An-124 ma na pokładzie wszystkie niezbędne pomoce do załadunku i rozładunku, nie ma żadnych specjalnych wymagań na lotnisku, do którego leci, ale może działać całkowicie samowystarczalnie. To sprawia, że są poszukiwanym pomocnikiem, szczególnie na obszarach kryzysowych i klęskach żywiołowych oraz jako wojskowe pojazdy transportowe.
W 2006 Dania wraz z 13 krajami NATO i Szwecją podpisała w programie SALIS (Short-term Airlift Interim Solutom) na okres kilku lat dokument zakładający wykupienie określonej ilości godzin rosyjskich ciężkich maszyn transportowych Antonow An-124 i Iljuszyn Ił-76. W ramach programu SALIS-NATO wykorzystanie samolotów An-124 ”Rusłan” w ramach krajowych potrzeb wynosiło od 50 do 300 godzin rocznie.

## Wersje

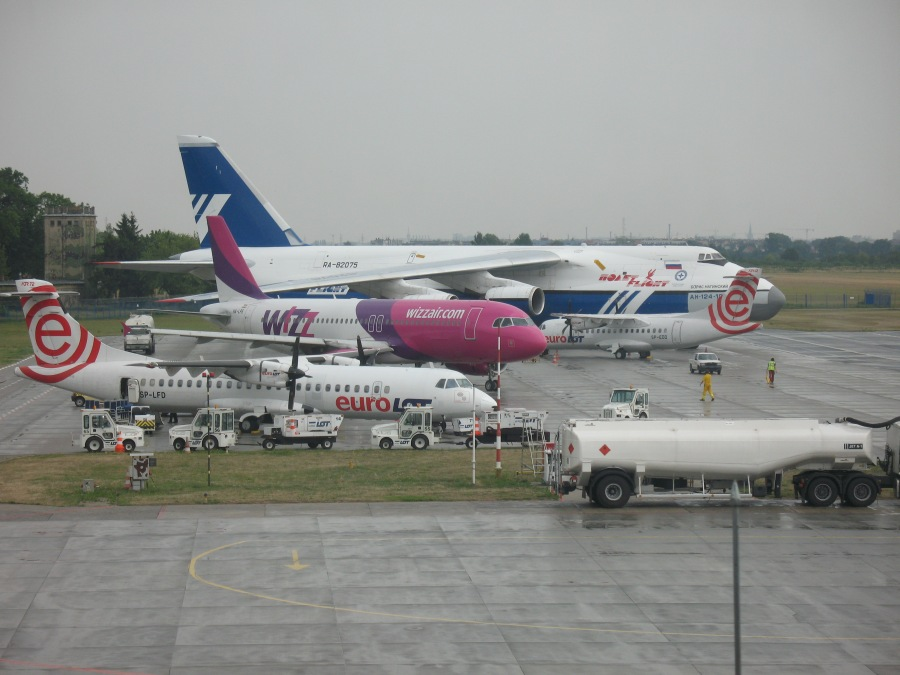
Antonow An-124 oraz mniejsze samoloty na lotnisku we Wrocławiu, sierpień 2008 r.

An-124 Rusłan
Ciężki strategiczny samolot transportowy (wersja wojskowa)
An-124-100
Ciężki cywilny samolot transportowy
An-124-100M-150
Ciężki cywilny samolot transportowy z zachodnią awioniką
An-124-102
Ciężki cywilny samolot transportowy z kokpitem wyposażonym w nowoczesną awionikę typu EFIS
An-124-130
Planowana wersja rozwojowa
An-124-135
An-124-150
Nowa wersja rozwojowa
An-124-200
Planowana wersja rozwojowa z silnikami General Electric CF6-80C2, o ciągu 263 kN każdy
An-124-210
Wersja planowana wspólnie z Air Foyle, mająca spełnić wymogi brytyjskiego programu Short Term Strategic Airlifter (STSA) z silnikami Rolls-Royce RB211-524H-T, o ciągu 264 kN każdy oraz awioniką Honeywell; program STSA przerwano w sierpniu 1999, po wznowieniu wygrał go Boeing C-17A.

## Użytkownicy

### Użytkownicy wojskowi
Rosja
- Siły Powietrzne Federacji Rosyjskiej (25)

### Użytkownicy cywilni
Bułgaria
- AirCargo Bulgaria (1)
- Russian Cargo (1)

 Libia
- Libyan Arab Air Cargo (2)

 Rosja
- Volga-Dnepr (10)
- Polet Airlines (8)

 Ukraina
- Antonov Airlines (7)

 Zjednoczone Emiraty Arabskie
- Maximus Air Cargo (1)

## Rekordy
„Rusłanem” ustanowiono kilka rekordów:
- osiągnięcie pułapu 10 750 m z ładunkiem 171 219 kg[2]
- przelot bez międzylądowania na trasie 20 150 km w ciągu 25,5 godziny[2]
- 1993 – najcięższy pojedynczy ładunek: ważący 135,2 t wraz ze stelażem transportowym generator Siemensa (sam generator 124 t). Rekord pobity dopiero 11 sierpnia 2009 przez An-225 Mrija.